# Tixpéual

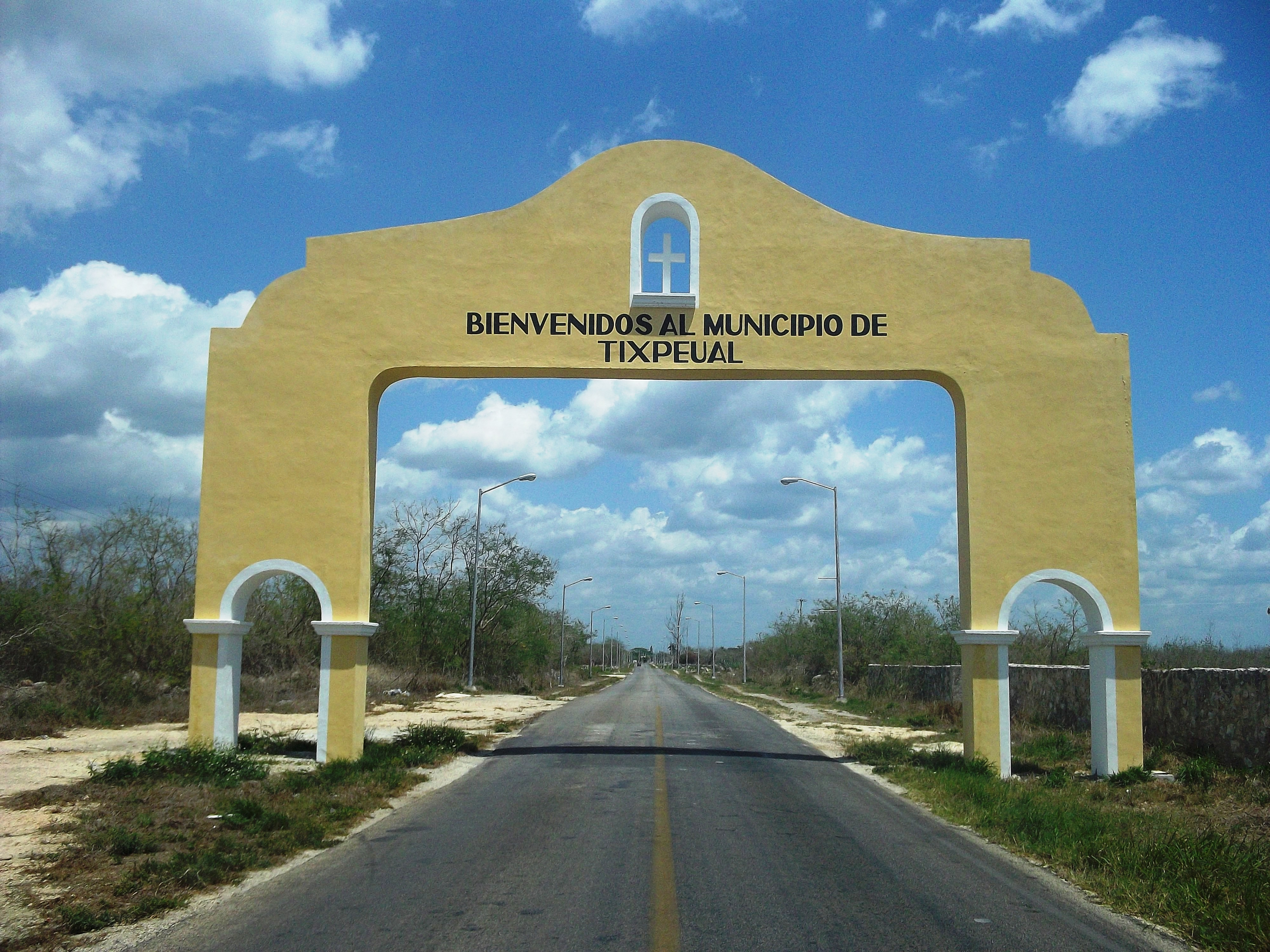
Entrada a Tixpéhual.

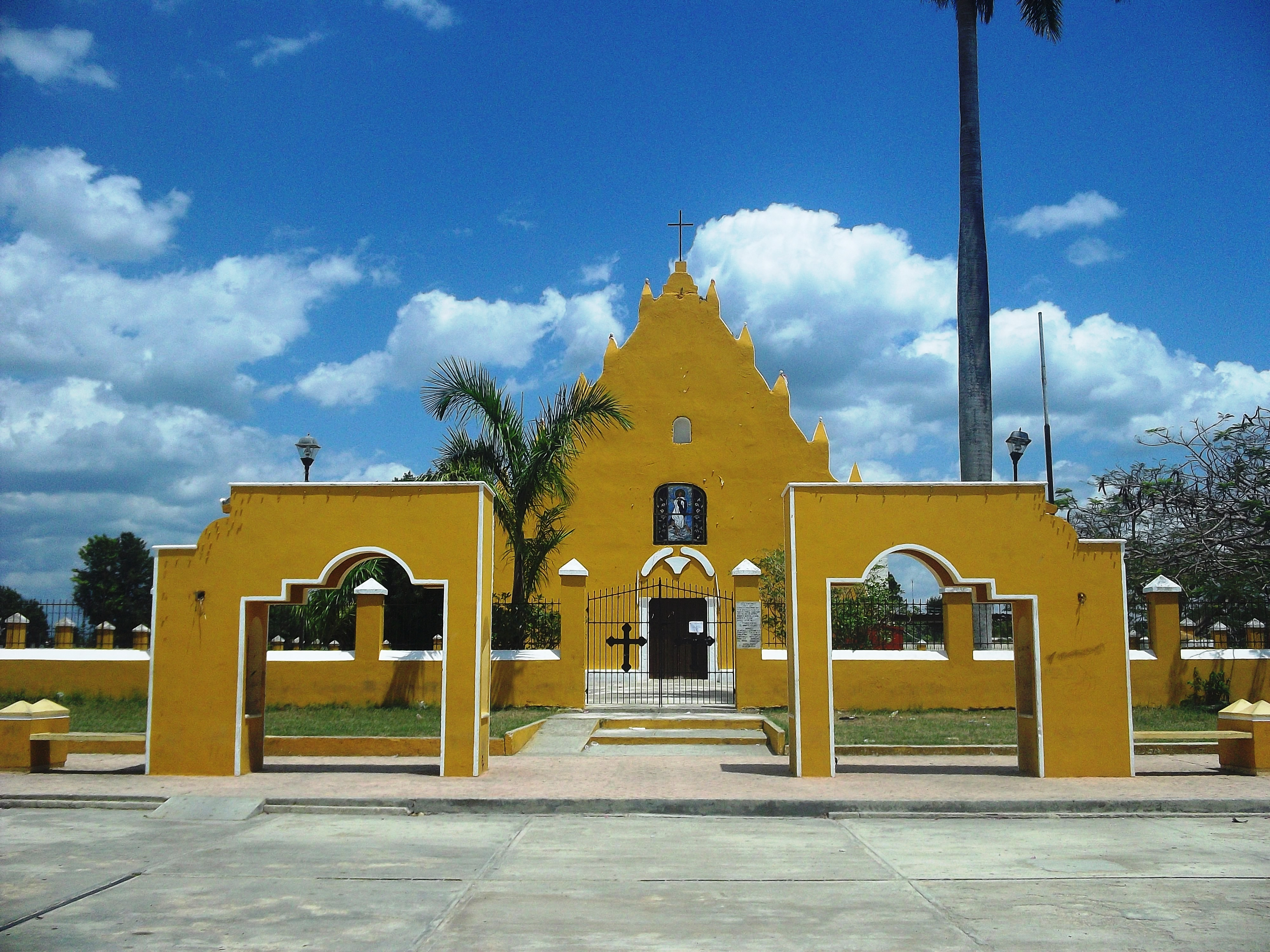
Iglesia de Tixpéhual.

Tixpéhual es una población del estado mexicano de Yucatán, localizada en el norte del estado. Es la cabecera del municipio homónimo.

## Toponimia
El nombre de Tixpéhual, significa en lengua maya lugar de lo que se quedó corto, de la cosecha temprana. También podría decirse de lo chaparro, en la acepción de lo que no terminó de crecer. Ti, lugar, lugar de y Xpeual, corto, prematuro.

## Historia
Antes de la conquista de Yucatán la región donde hoy está localizada la villa de Tixpéhual formó parte de la jurisdicción de Ceh Pech.
- 1607: se tiene el dato que en este año ya se encontraba bajo el régimen de encomienda.
- 1825: Tixpéhual se integra al partido de la costa, teniendo como cabecera Izamal.
- 1847: El cacique de Tixpéhual es encarcelado y sometido a tormento, por ser sospechoso de colaborar con los indios insurrectos al inicio de la denominada Guerra de Castas.
- 1929: Tixpéhual se vuelve la cabecera del municipio libre de Tixpéhual.

## Ubicación
Tixpéhual está ubicada 10 km al oriente de Mérida, la ciudad capital del estado de Yucatán, en el camino que conduce y en las inmediaciones de la Villa de Tixkokob.

## Galería

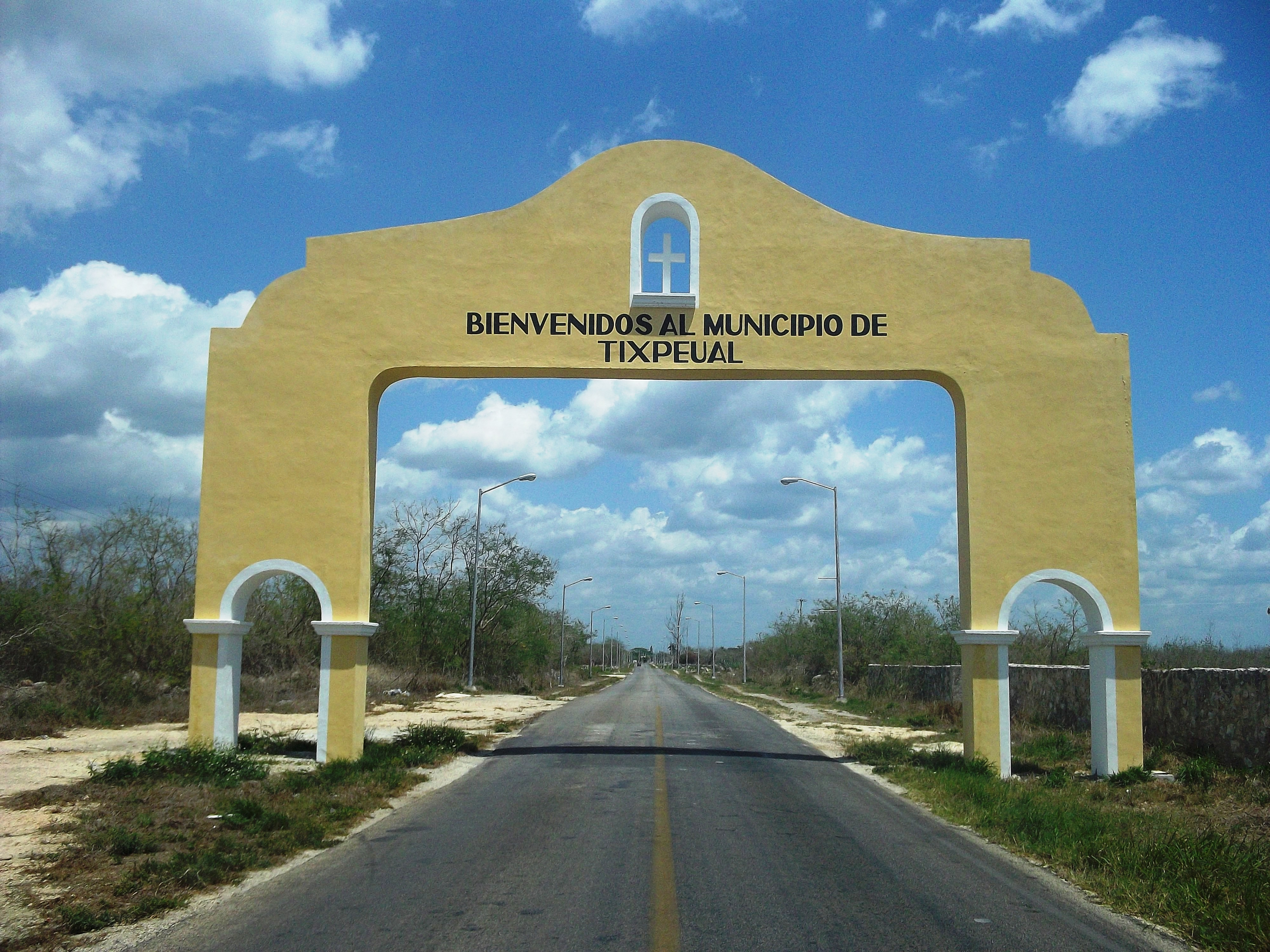
Entrada a Tixpéhual.
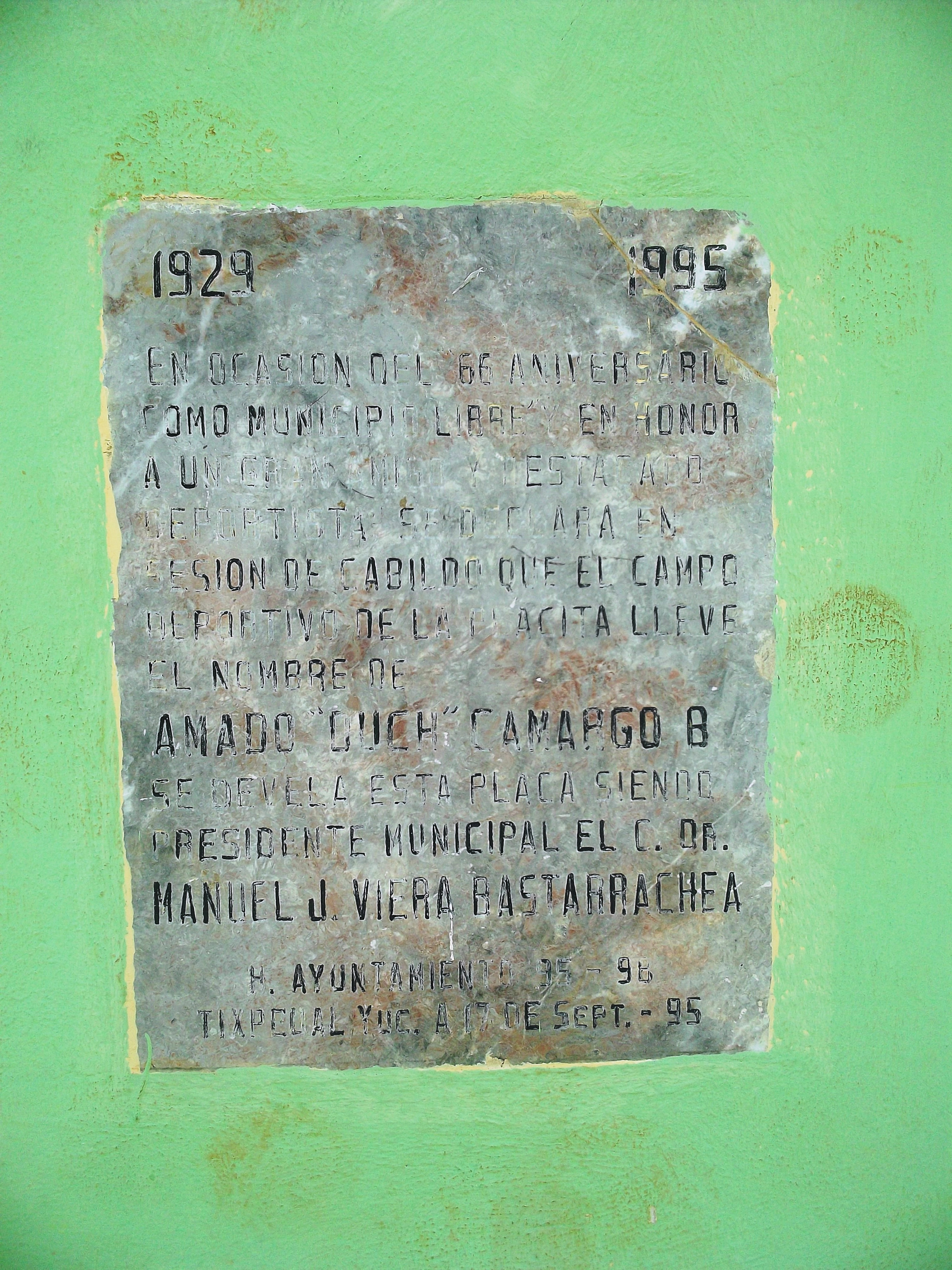
Palacio municipal de Tixpéhual.
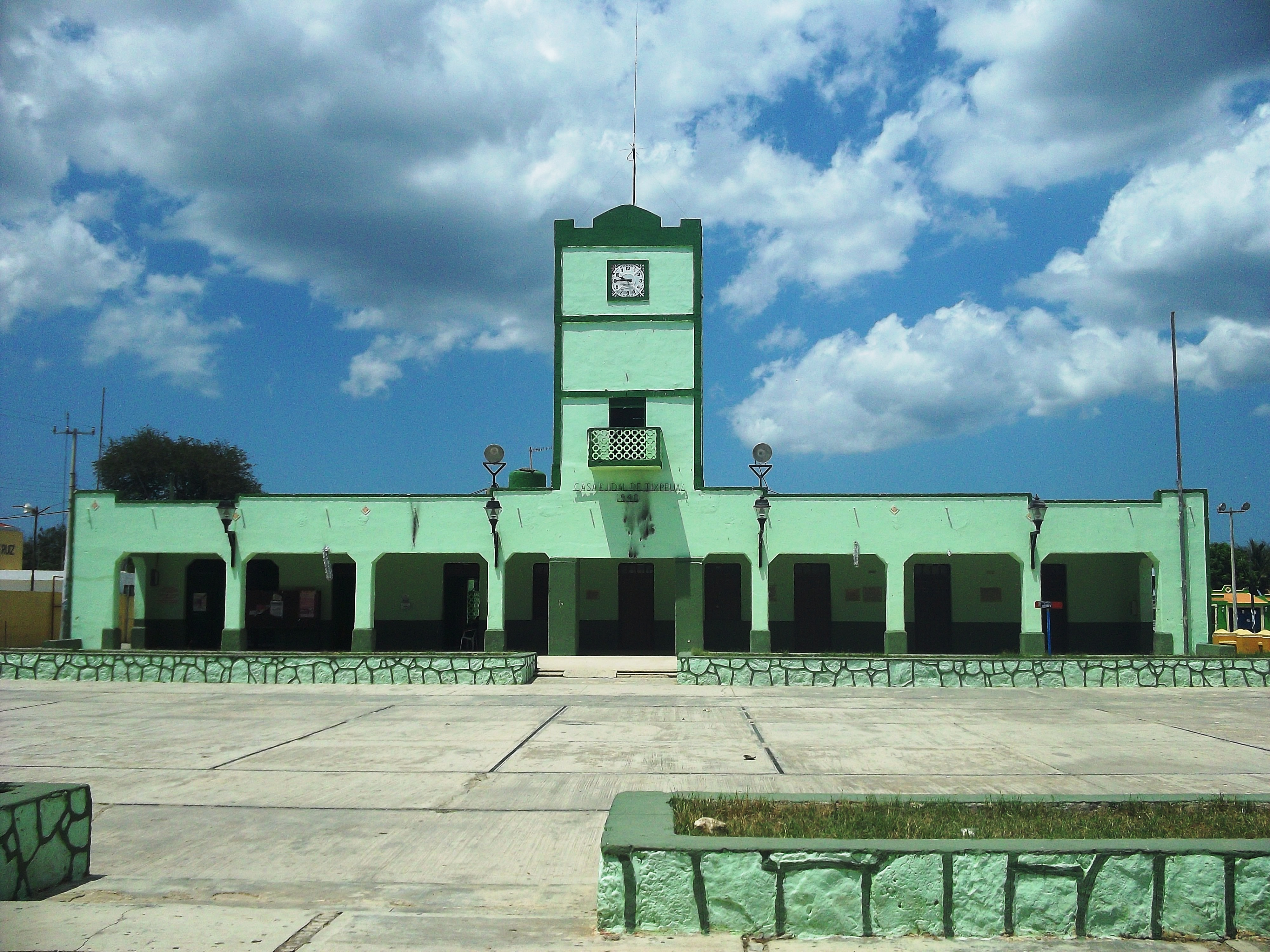
Palacio municipal de Tixpéhual.
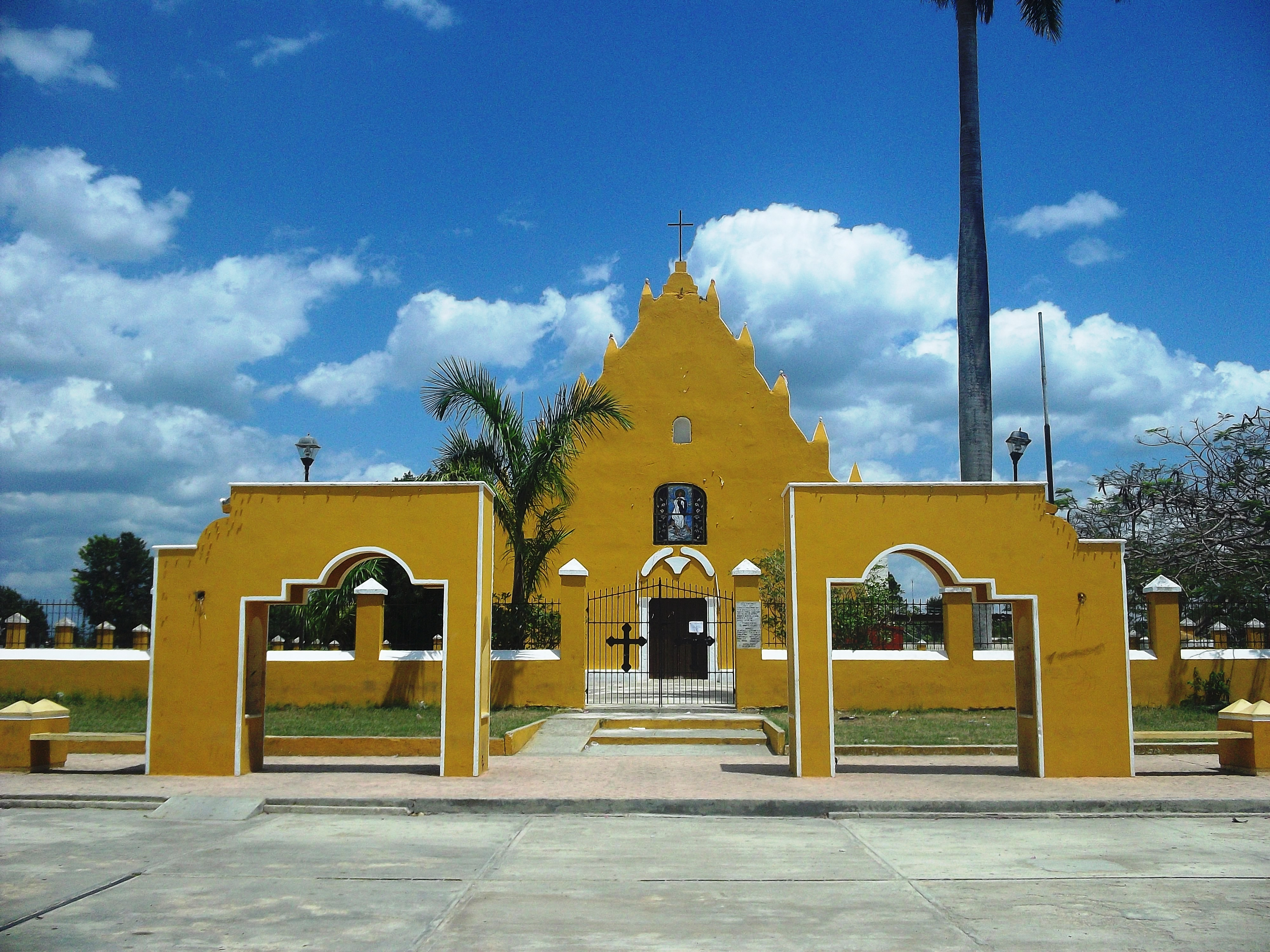
Iglesia principal de Tixpéhual.
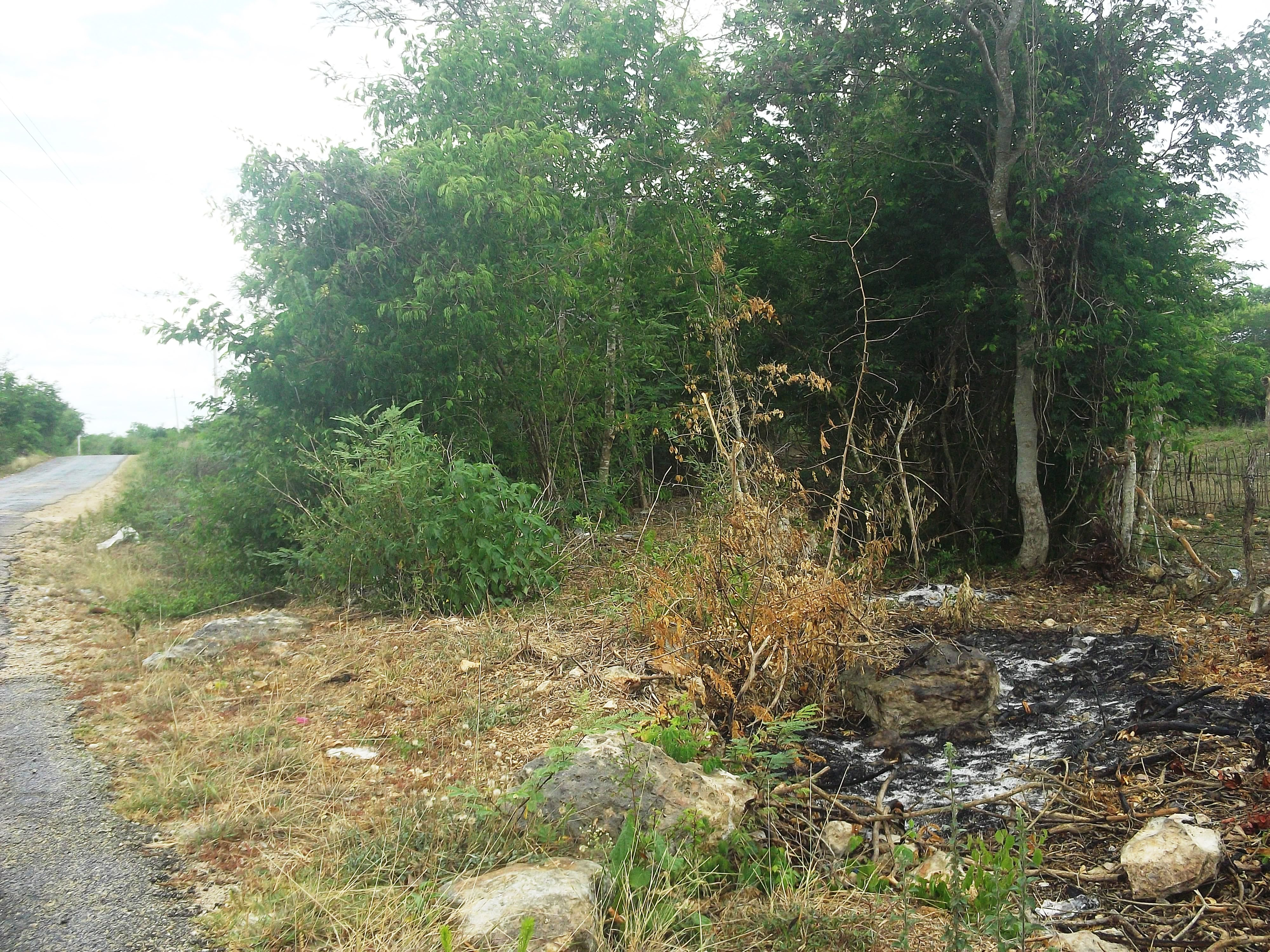
Antiguo camino de tranvía a Cucá.
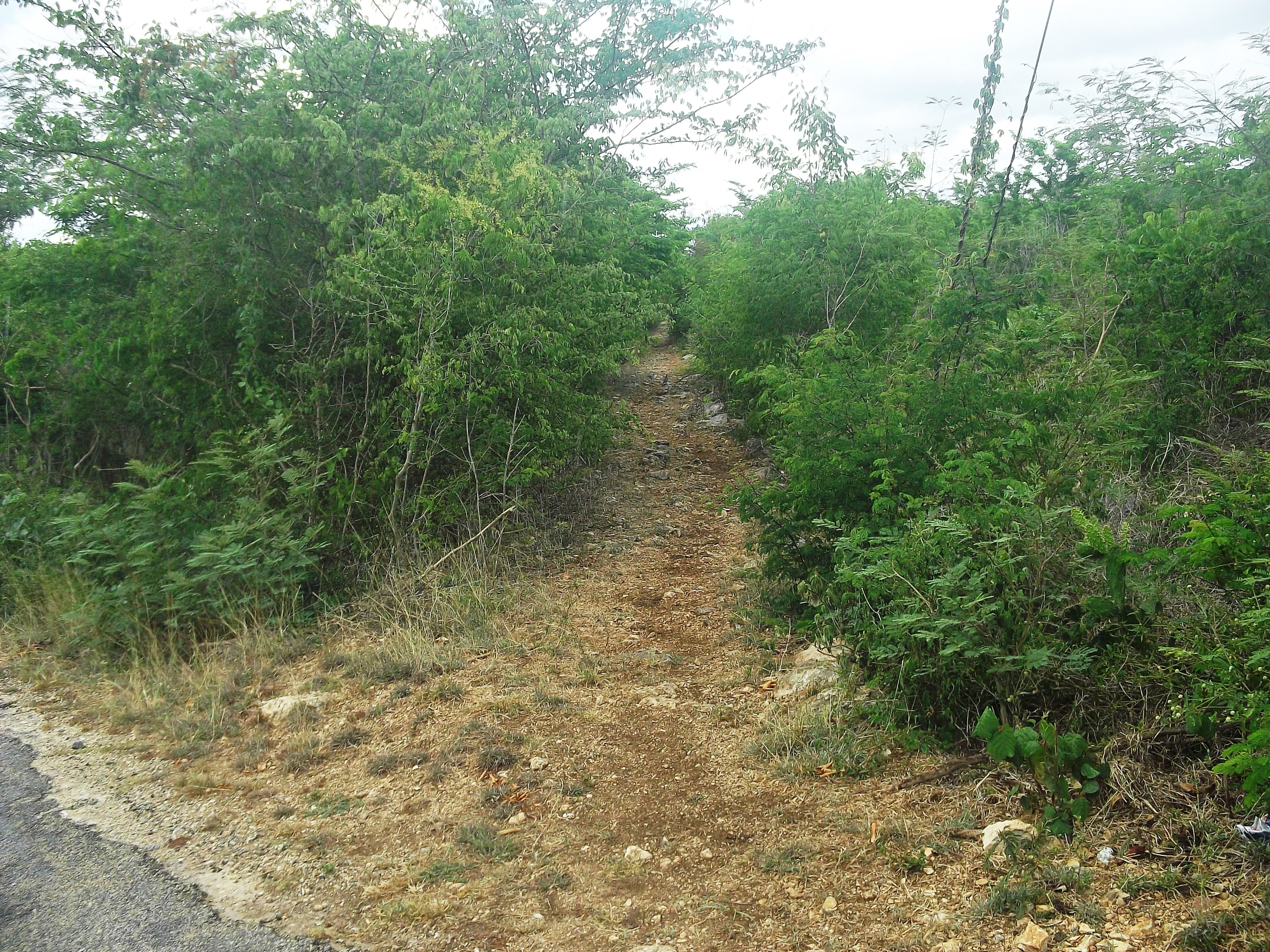
Antiguo camino de tranvía a Cucá.